# شاپرک‌های پشت‌الماسی
شاپرک‌های پشت‌الماسی(نام علمی: Plutellidae) نام یک تیره از راسته پروانه‌سانان است.